# ГЕС Sjona
ГЕС Sjona – гідроелектростанція у центральній частині Норвегії, за два з половиною десятки кілометрів на захід від міста Му-і-Рана. В основному використовує ресурс зі сточища річок, котрі впадають до Рана-фіорду (Норвезьке море).
Водосховище станції створили на річці Holmelva, яка впадає у північну частину Рана-фіорду. Зведена на виході з озера Holmvatnet гребля перетворила його та розташоване вище по течії озеро Nedre Fagervollvatnet на єдину водойму з площею поверхні 4,8 км2 та корисним об’ємом 72 млн м3, що забезпечується коливанням рівня між позначками 254,3 та 275 метрів НРМ.
Окрім власного стоку сюди перекидається додатковий ресурс:
-  через ГЕС Fagervollan (21 МВт) зі сточища річки Trolldalselva, правої притоки Langvassåga, котра в свою чергу впадає праворуч до Ranelva незадовго до її завершення у Рана-фіорді;
- із нерегульованого природного озера Sjuniogfemtivatnet на річці Helgaga, яка впадає до Sjonfjorden (розташований на північний захід від Рана-фіорду). У цьому випадку через водорозділ проклали тунель довжиною біля 2 км, котрий скидає воду до сточища Holmelva вище від резервуару Холмватнет.
Із Хомватнет у напрямку Sjonfjorden прокладено головний дериваційний тунель довжиною біля 5 км, який подає воду для встановленої у машинному залі однієї турбіни типу Френсіс потужністю 52 МВт. Вона використовує напір у 268 метрів та забезпечує виробництво 232 млн кВт-год електроенергії на рік.
Відпрацьована вода майже одразу потрапляє до Sjonfjorden.